# 버팔로 66
《버팔로 66》(영어: Buffalo '66)은 1998년 개봉한 미국의 독립 로맨틱 코미디 드라마 영화이다. 빈센트 갤로의 감독 데뷔작이며 그가 공동 각본, 주연 역시 맡았다.

## 출연
- 빈센트 갤로
- 크리스티나 리치
- 벤 거자라
- 미키 루크
- 케빈 코리건
- 로재나 아켓
- 잰마이클 빈센트
- 앤젤리카 휴스턴
- 케빈 폴랙